# Cascata da Fajã de Santo Cristo

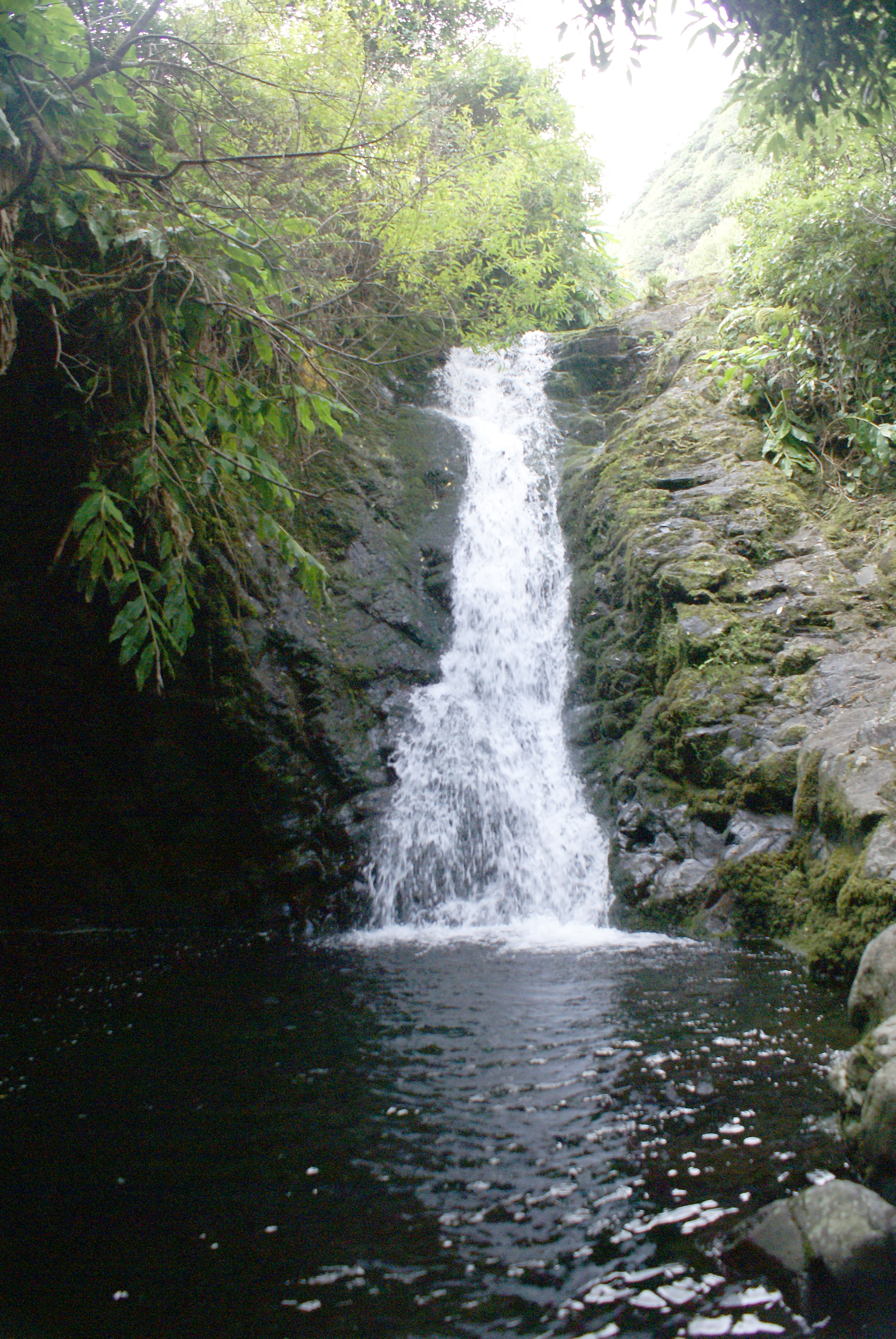
Caminho pedestre da Serra do Topo para a Fajã de Santo Cristo, a Cascata.

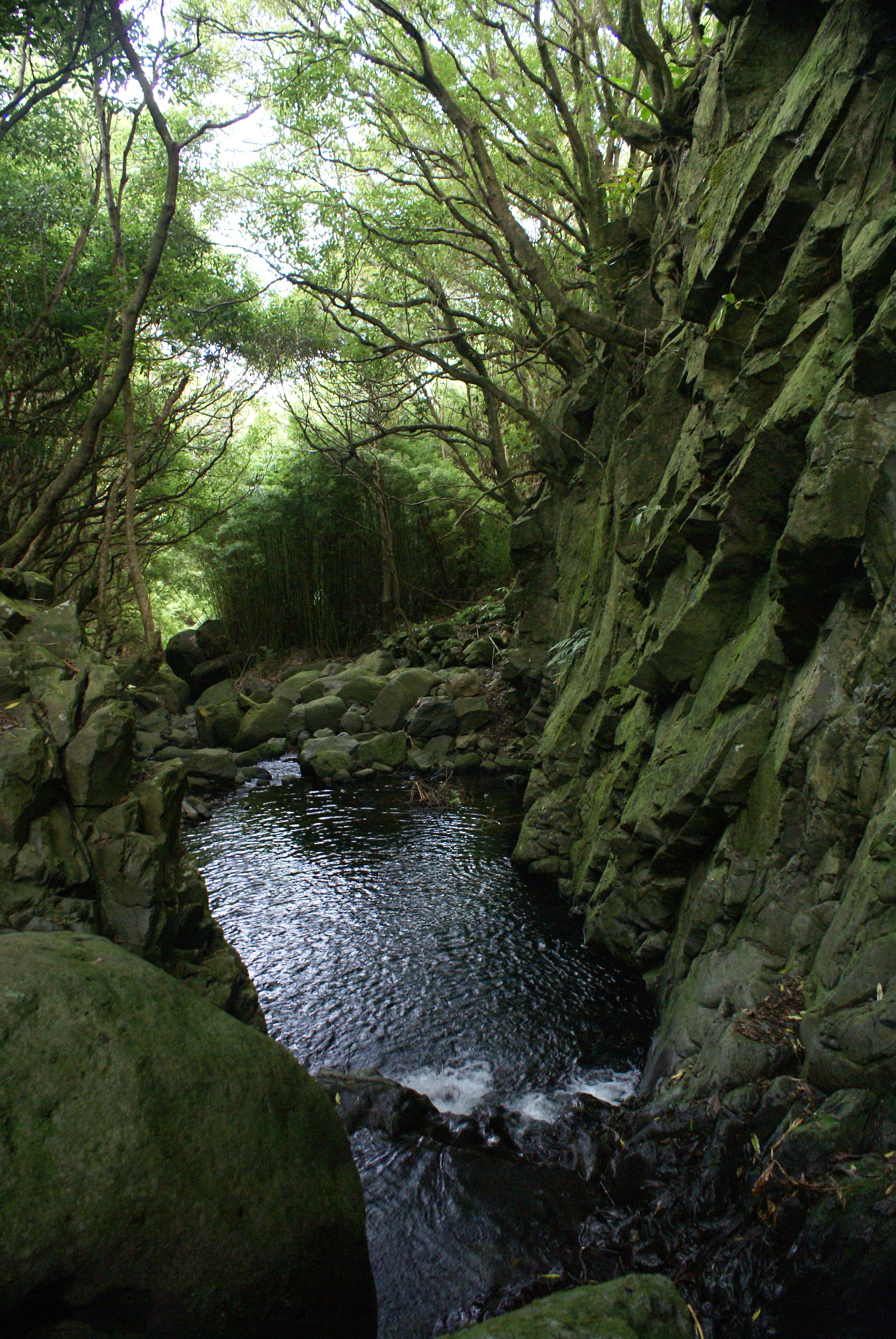
Caminho pedestre da Serra do Topo para a Fajã de Santo Cristo, a Cascata da Fajã de Santo Cristo.

A Cascata da Fajã de Santo Cristo é uma queda de água (cascata) localizada no Percurso Pedestre da Caldeira da Fajã de Santo Cristo, concelho das Calheta, ilha de São Jorge, arquipélago dos Açores, em Portugal.
Apresenta-se como cascata dotada de uma queda de água que se precipita por cerca de 10 metros de altura. As suas águas resultam da acumulação das chuvas no lençol freático do Complexo Vulcânico do Topo, vulgarmente denominado Serras do Topo.
Estas cascata com origem em águas de nascente dirige-se para o mar depois de atravessar a Caldeira de Cima e a Fajã da Caldeira de Santo Cristo.